# جانی هاسن
جانی هاسن (انگلیسی: Jonny Howson؛ زادهٔ ۲۱ مهٔ ۱۹۸۸) بازیکن فوتبال اهل بریتانیا است.
از باشگاه‌هایی که در آن بازی کرده‌است می‌توان به باشگاه فوتبال لیدز یونایتد و باشگاه فوتبال نوریچ سیتی اشاره کرد.
وی همچنین در تیم ملی فوتبال زیر ۲۱ سال انگلستان بازی کرده‌است.